# Gemmenich

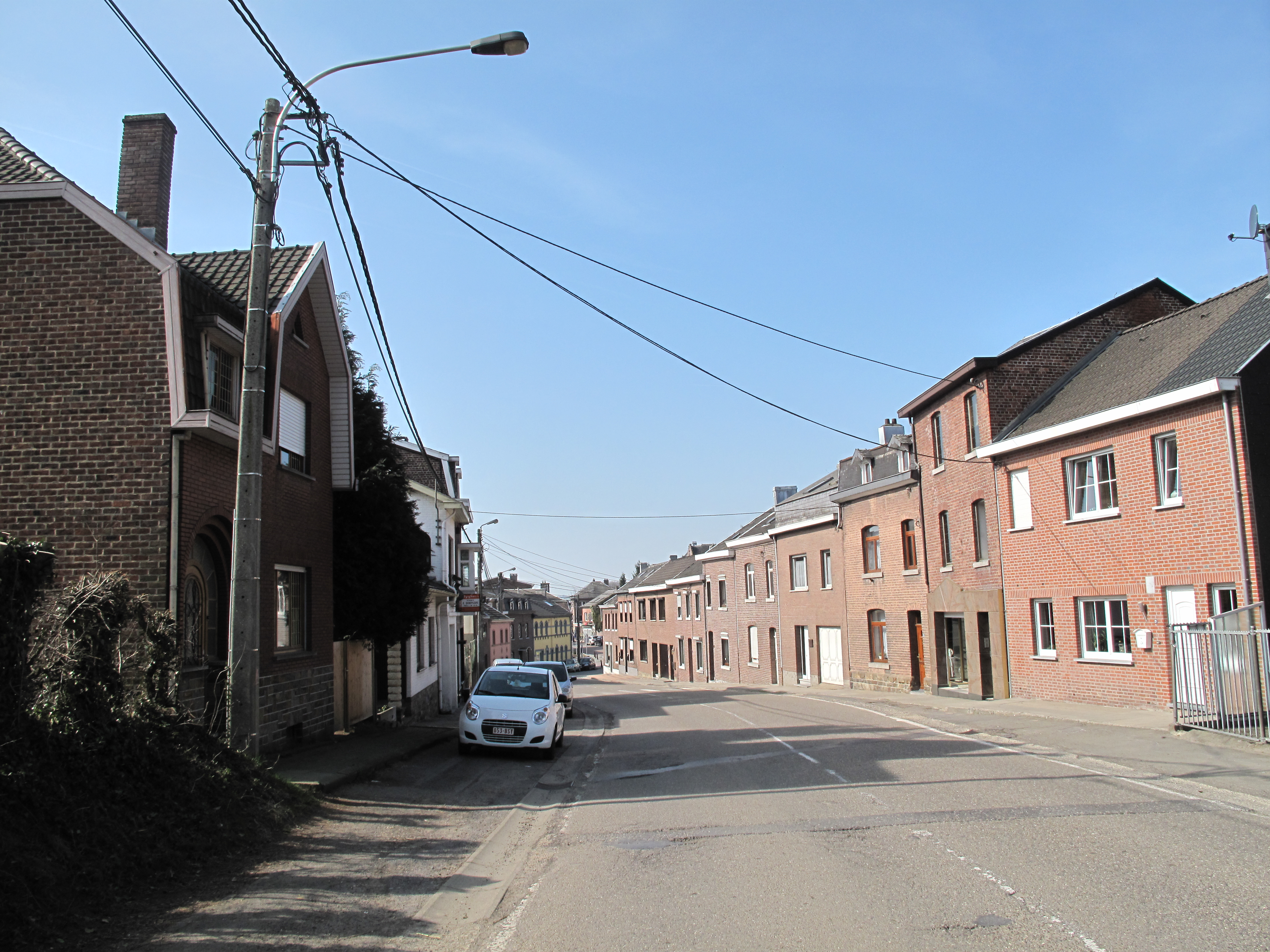
Gemmenich, Straße

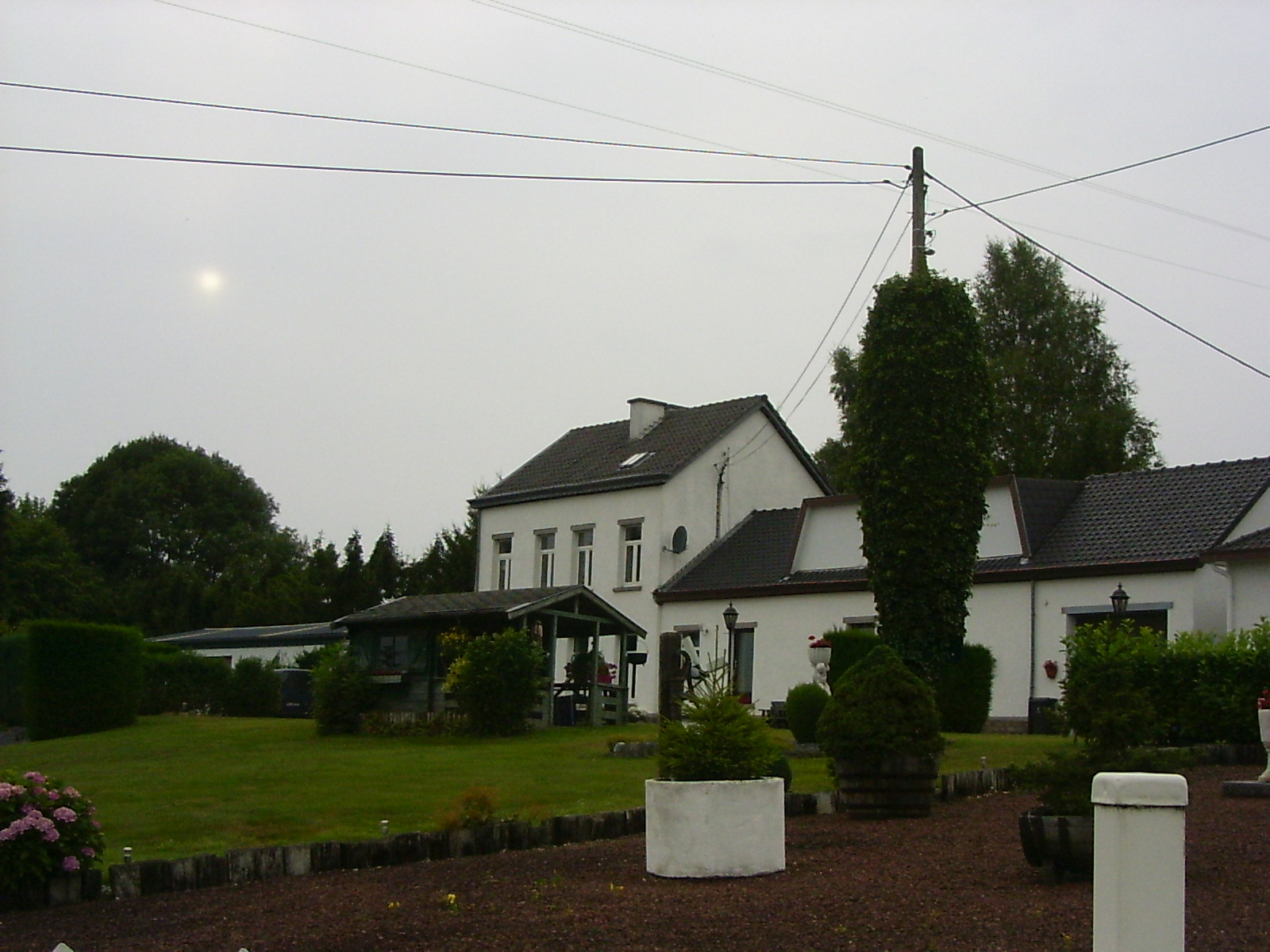
Der ehemalige Bahnhof Gemmenich

Gemmenich ist ein Ortsteil der belgischen Gemeinde Plombières (Bleyberg) am Dreiländereck von Belgien, Deutschland und den Niederlanden. Der Ort befindet sich in der Wallonischen Region. Das 2500 Einwohner zählende Gemmenich liegt rund fünf Kilometer westlich von Aachen und gehört zur Provinz Lüttich.
Gemmenich befindet sich am Fuße des Vaalserberges, auf dessen Gipfel sich das Dreiländereck, gleichzeitig höchster Punkt der europäischen Niederlande, befindet.

## Sprache
Gemmenich liegt unmittelbar an der deutsch-französischen Sprachgrenze und gehört zu den sogenannten Plattdeutschen Gemeinden. Der hier gesprochene Dialekt ist Gemmenicher Platt, ein Übergang zwischen dem Deutschen und Niederländischen mit sowohl limburgischen als auch ripuarischen Einflüssen. Ein Großteil der Bevölkerung Gemmenichs ist heute mindestens zweisprachig und die örtliche Sekundarschule bietet Immersionsunterricht in deutscher und französischer Sprache.

## Geschichte
Im Jahre 850 wurde Gemmenich als königliche Villa (Gutshof) erwähnt. Die Pfarrkirche Gemmenichs wurde dem heiligen Hubertus geweiht und besitzt einen Altar aus dem 12. Jahrhundert.
Von 1872 bis 1952 war Gemmenich an das belgische Schienennetz angeschlossen. Die Bahnstrecke verlief von Welkenraedt über Bleyberg bis nach Aachen Templerbend. Das ehemalige Bahnhofsgebäude gibt es noch heute.
In der Nacht vom 1. auf den 2. August 1914 begann der Erste Weltkrieg an der Westfront, als deutsche Truppen Luxemburg besetzten.
Am Morgen des 4. August 1914 überschritten deutsche Truppen bei Gemmenich erstmals die belgische Grenze und rückten kampflos bis zur Maas vor.
Gemmenich wurde am Morgen des 10. Mai 1940, dem ersten Tag des Westfeldzuges, von der Wehrmacht überrannt. Es wurde im Herbst 1944 vor der Schlacht um Aachen von US-Truppen befreit.
Gemmenich war bis 1977 eine eigenständige Gemeinde, zu der auch der Ortsteil Völkerich gehörte. Sie wurde im Rahmen belgischer Gemeindefusionen zum Ortsteil von Plombières.

## Tourismus

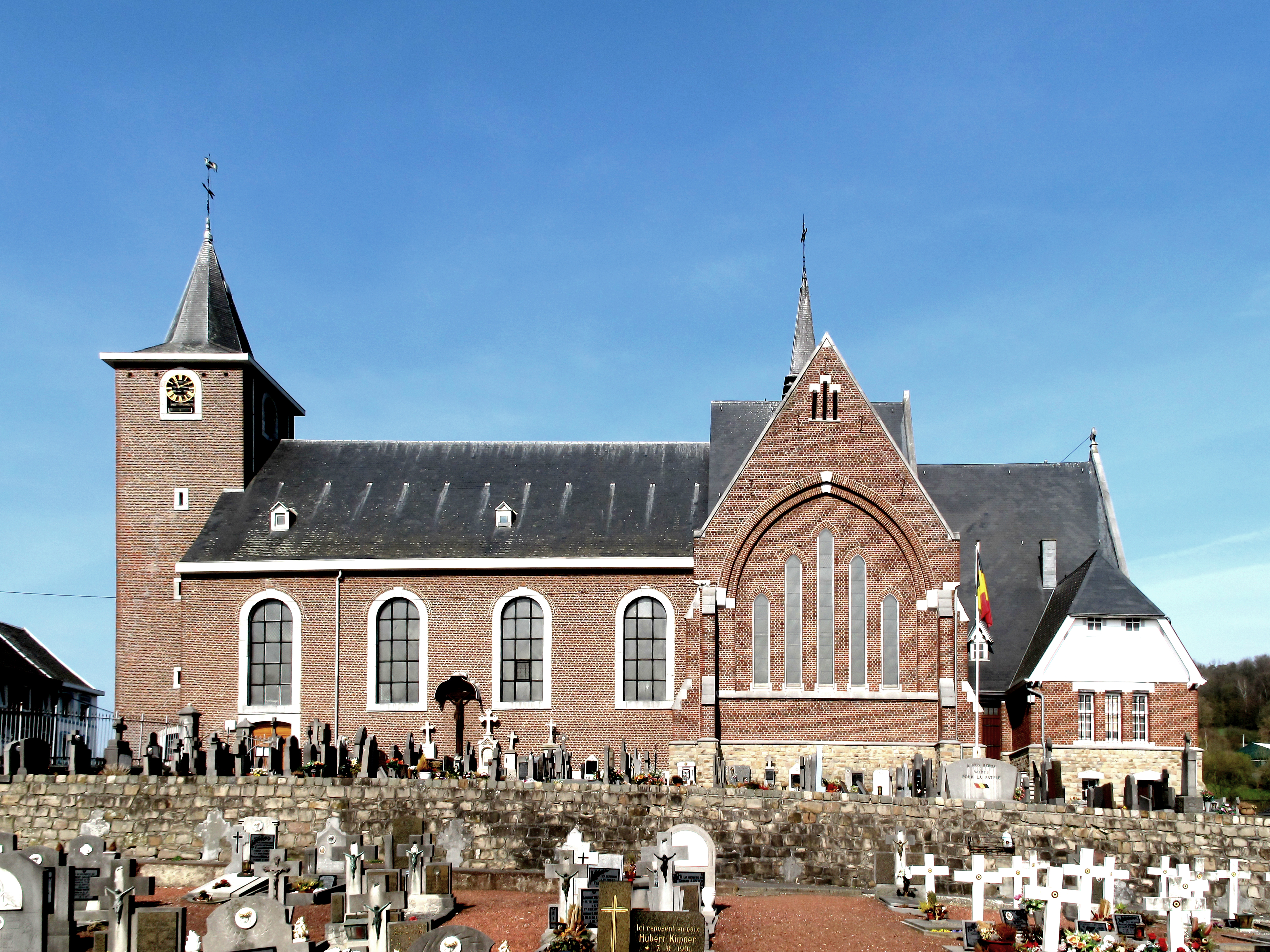
Pfarrkirche St. Hubert

Zu den Sehenswürdigkeiten Gemmenichs zählt der Altar der Hubertuskirche. Die touristische Infrastruktur des Ortes bietet unter anderem die beiden Campingplätze Kontiki und Vieux Moulin (Alte Mühle), das Feriendorf Drei Grenzen und das Ferienheim Home Franck. Gemmenich wird von dem Rad- und Wanderweg RAVeL L38/L39 durchquert.

## Verkehr
Neben regionalen Buslinien in die Nachbarorte verbindet die TEC-Buslinie 396 den Ort mit Eupen und dem niederländischen Vaals.
| Linie | Betreiber | Verlauf |
| ----- | --------- | --- |
| 396   | TEC       | Vaals Busstation (NL) – Gemmenich (B) – Moresnet – Kelmis – Hergenrath – Astenet – Walhorn – Kettenis – Eupen (kein AVV-Tarif) |